# Caspana

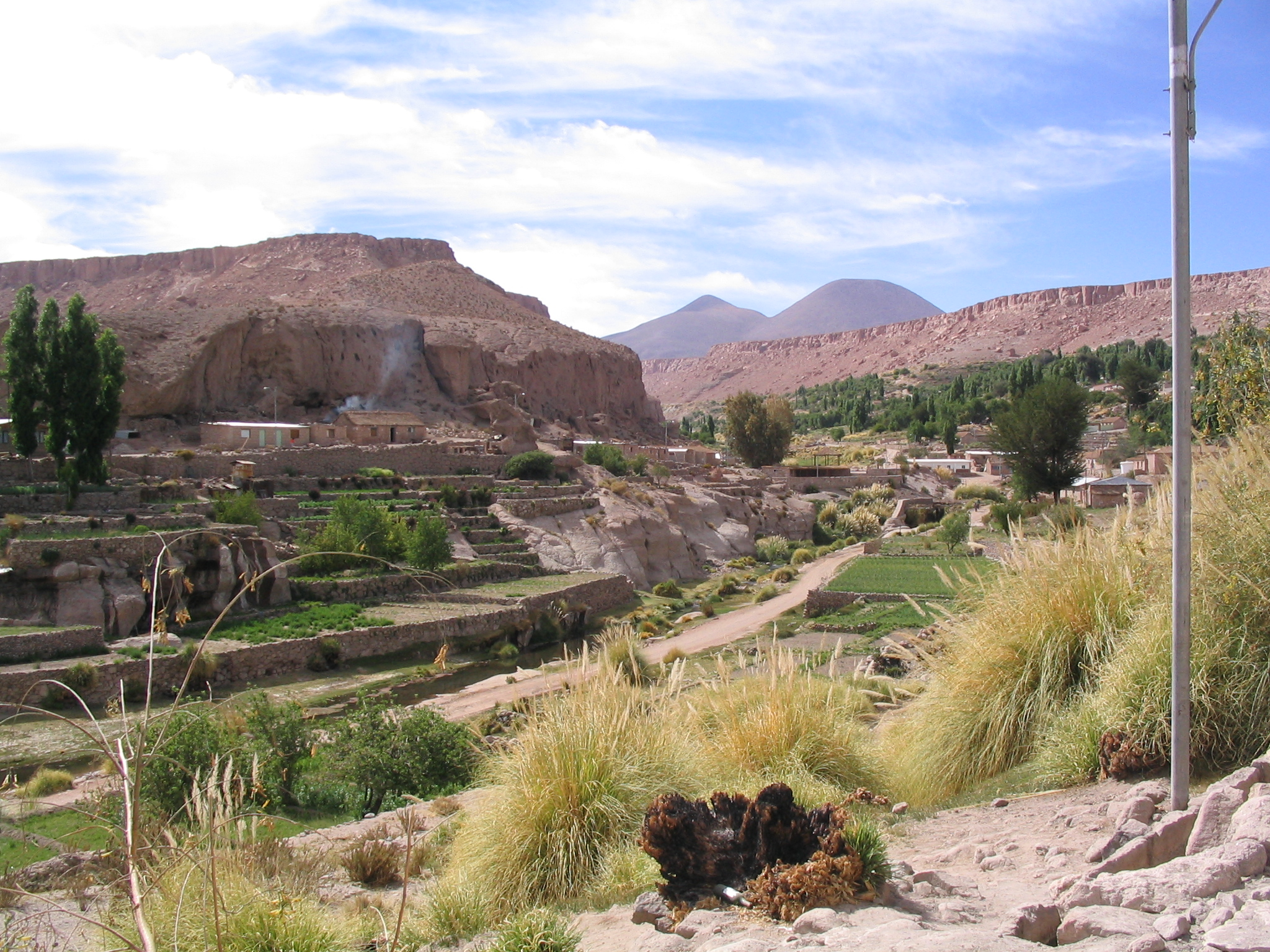
Caspana.

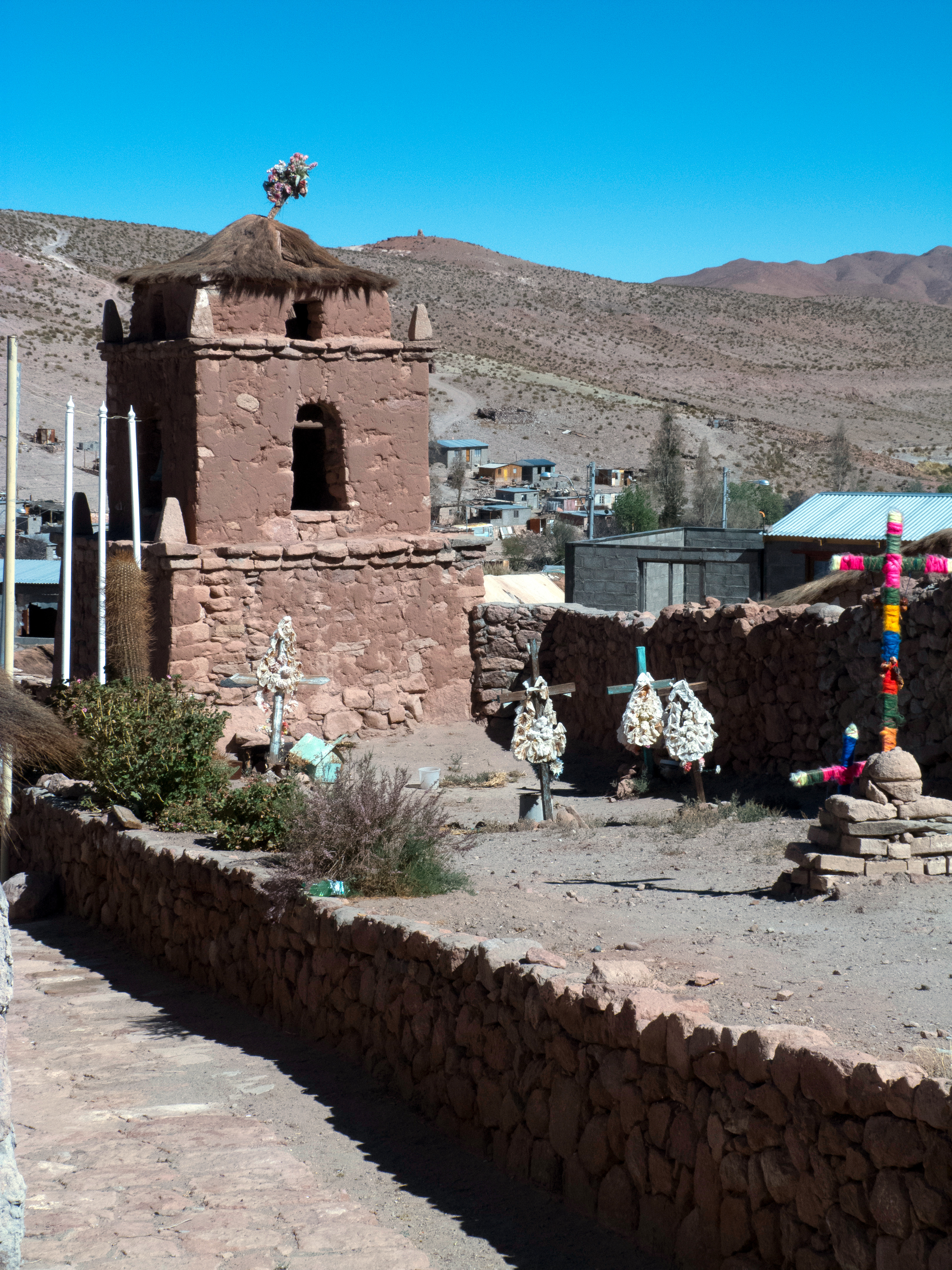
Iglesia de Caspana

Caspana es una localidad chilena ubicada a 85 km al este de la ciudad de Calama, Provincia de El Loa, en la quebrada formada por el río homónimo, que es afluente del río Salado. Diversas terrazas agrícolas forman parte del paisaje de la zona.
La iglesia de San Lucas y el campanario de Caspana, que datan de 1641, fueron declaradas Monumento Nacional en categoría de Monumento Histórico en 1951.
Una de las actividades económicas destacadas de la localidad es la ganadería camélida. Sus habitantes han sido reconocidos como cultores y cultoras del sistema de ganadería altoandina de camélidos sudamericanos, practicado en las provincias de Arica, Parinacota, Tamarugal, El Loa y Copiapó.

## Referencias

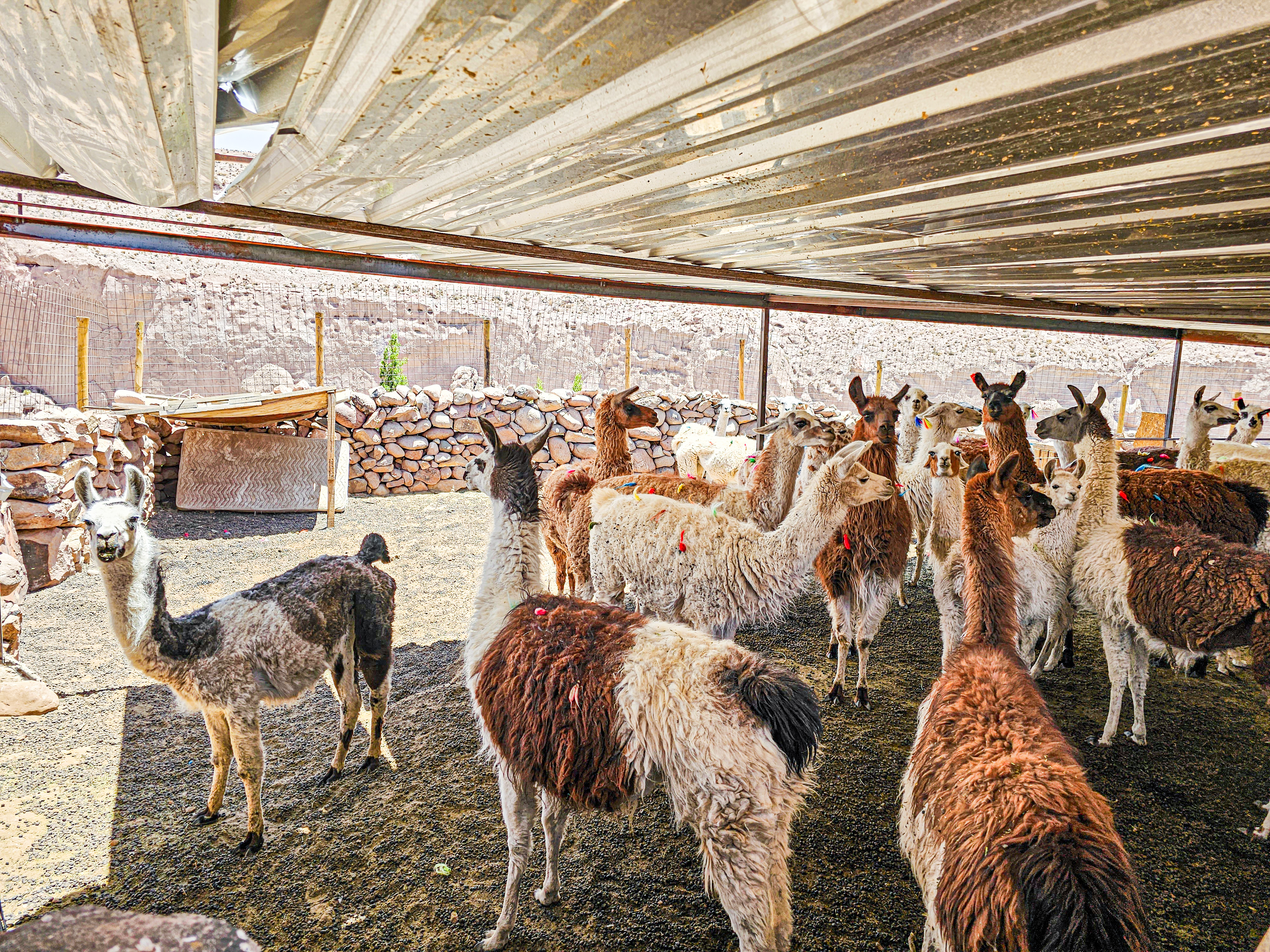
Corral para llamas en la localidad de Caspana perteneciente al cultor de ganadería camélida German González